# Jag Panzer
Jag Panzer är ett amerikanskt power metal/heavy metal-band från Colorado Springs, startat 1981 och splittrat 1988. Bandet återförenades 1994 och var aktivt fram till 2011, då de splittrades på nytt då gitarristen Christian Lasegue lämnade bandet. Idag är bandet aktiva igen. Gitarristen Chris Broderick som var medlem i Jag Panzer 1997 till 2008 spelar nu med In Flames och har även spelat med Megadeth och Nevermore. Senaste albumet The Hallowed släpptes i juni 2023.

## Medlemmar
Nuvarande medlemmar
- Harry "The Tyrant" Conklin – sång (1981–1985, 1994–2011, 2013–2014, 2015– )
- Mark Briody – gitarr, keyboard (1981–1988, 1993–2011, 2013– )
- John Tetley – basgitarr, bakgrundssång (1981–1988, 1993–2011, 2013– )
- Ken Rodarte – sologitarr (2018-)
- Rikard Stjernquist – trummor (1987–1988, 1993–2011, 2013– )

Tidigare medlemmar
- Rick Hilyard – trummor (1981–1984)
- Reynold "Butch" Carlson – trummor (1985–1986)
- Christian Lasegue – gitarr, keyboard (1985–1988, 2008–2011)
- Steve Montez – sång (1985)
- Chris Cronk – sång (1985)
- Bob Parduba – sång (1985–1988)
- Chris Kostka (Hostka) – sologitarr (1991–1994)
- Daniel J. Conca – sång (1991–1994; död 2004)
- Chris Broderick – sologitarr, keyboard (1997–2008)
- Joey Tafolla – sologitarr (1984–1986, 1995–1997, 2013–2017)

Turnerande medlemmar
- Aric Avina – basgitarr (2015– )
- Bob Parduba – sång (2008)

## Diskografi
Studioalbum
- Ample Destruction (1984)
- Dissident Alliance (1995)
- The Fourth Judgement (1997)
- The Age of Mastery (1998)
- Thane to the Throne (2000)
- Mechanized Warfare (2001)
- Decade of the Nail Spiked Bat (2003)
- Chain of Command (2004)
- Casting the Stones (2004)
- The Scourge of The Light (2011)
- Shadow Thief (2013)[2][3]
- The Deviant Chord (2017)
- The Hallowed (2023)[1]

EP
- Tyrants (1983)
- The Return (1996)

Singlar
- "Death Row" (1983)
- "Harder Than Steel" (1984)
- "Jeffrey Behind the Gate" (1994)
- "The Wreck of the Edmund Fitzgerald" (2005)

Samlingsalbum
- Historical Battles - The Early Years (2013)